# Champeaux-et-la-Chapelle-Pommier
Pour les articles homonymes, voir Champeaux et La Chapelle.
Champeaux-et-la-Chapelle-Pommier est une ancienne commune française située dans le département de la Dordogne, en région Nouvelle-Aquitaine.
Elle est intégrée au parc naturel régional Périgord-Limousin.
Au 1er janvier 2017, elle fusionne avec huit autres communes pour former la commune nouvelle de Mareuil en Périgord.

## Géographie

### Généralités

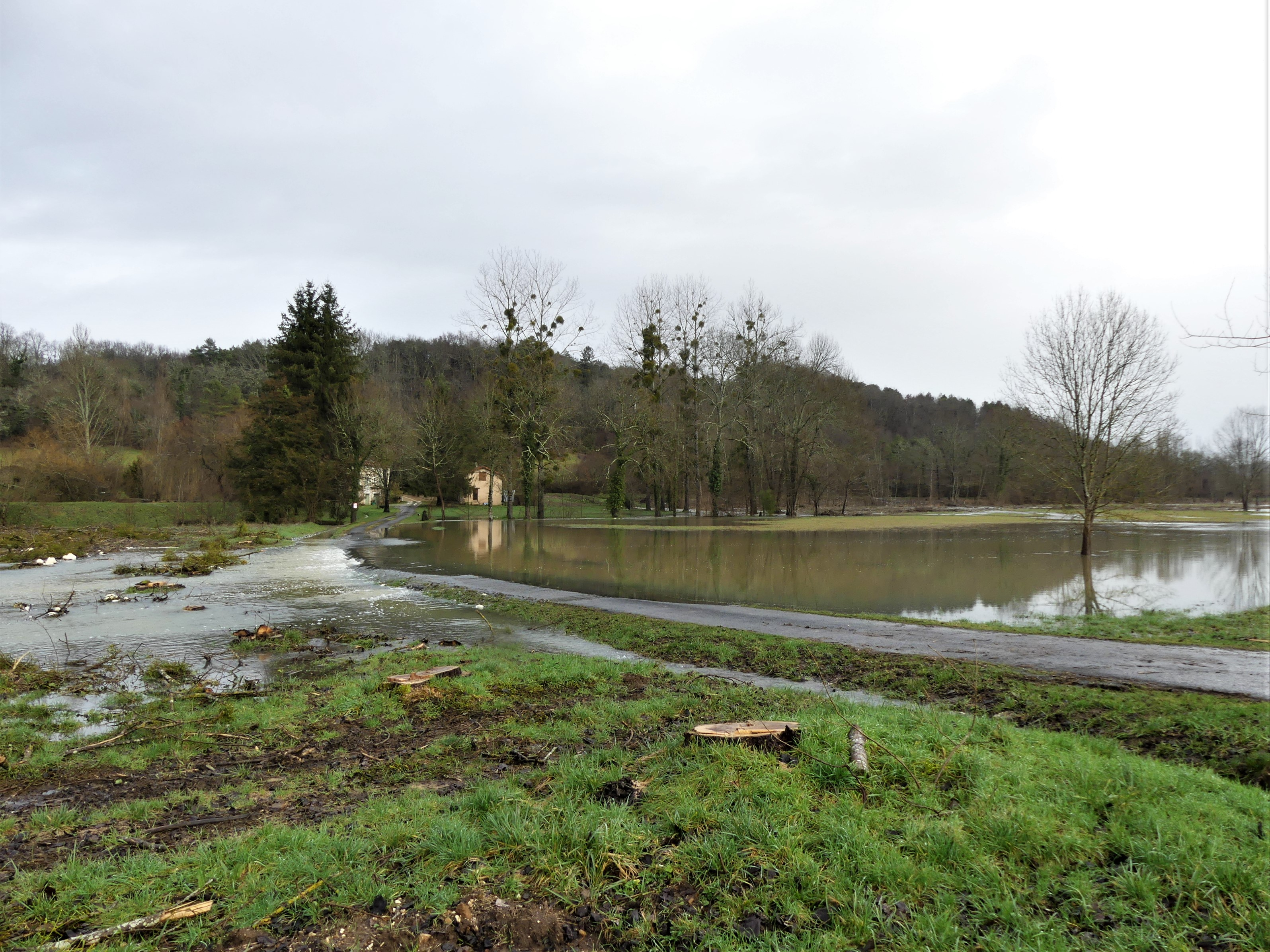
La Nizonne en crue au niveau du moulin de Chanteranne, en février 2021.

Dans le quart nord-ouest du département de la Dordogne, la commune déléguée de Champeaux-et-la-Chapelle-Pommier forme la partie orientale de la commune nouvelle de Mareuil en Périgord. Son territoire s'étend sur 23,48 km2 et elle est traversée d'est en ouest par la Lizonne, ici appelée Nizonne.
L'altitude minimale avec 135 mètres se trouve localisée à l'extrême ouest, là où la Nizonne quitte la commune et entre sur celle de Rudeau-Ladosse. L'altitude maximale avec 250 ou 251 mètres  est située dans le sud-est, au lieu-dit les Trois Pierres. Sur le plan géologique, le sol se compose principalement de sables, argiles ou graviers pléistocènes avec des calcaires du Crétacé dans la partie centrale du territoire.
À l'écart des routes principales, le bourg de Champeaux est situé, en distances orthodromiques, neuf kilomètres au sud-ouest de Nontron et onze kilomètres au nord-est du bourg de Mareuil. Le bourg de la Chapelle-Pommier se trouve trois kilomètres au sud-ouest de celui de Champeaux.
Le territoire communal est desservi à l'est par la route départementale (RD) 84 et au nord-ouest par la RD 708.

### Communes limitrophes

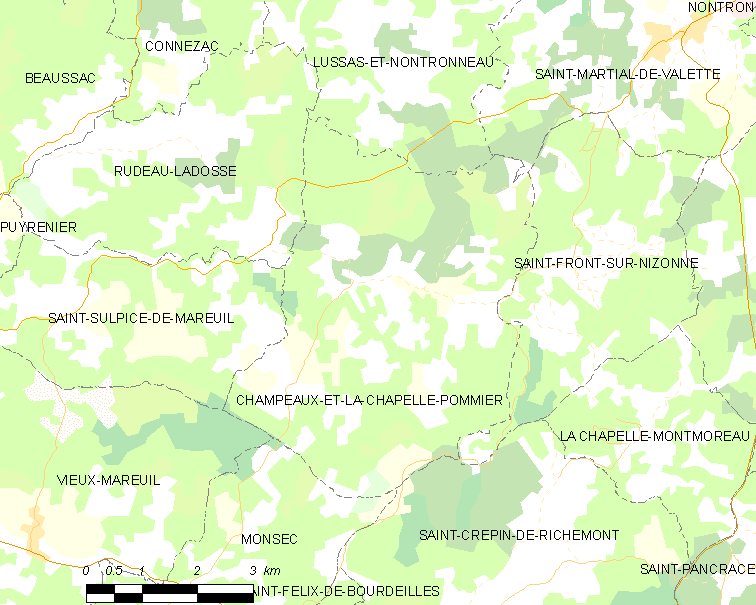
Carte de Champeaux-et-la-Chapelle-Pommier et des communes avoisinantes en 2016.

En 2016, année précédant la création de la commune nouvelle de Mareuil en Périgord, Champeaux-et-la-Chapelle-Pommier était limitrophe de huit autres communes. À l'est, le territoire de La Chapelle-Montmoreau était distant de moins de 600 mètres.
| Rudeau-Ladosse           | Lussas-et-Nontronneau            | Saint-Martial-de-Valette  |
| Saint-Sulpice-de-Mareuil | Champeaux-et-la-Chapelle-Pommier | Saint-Front-sur-Nizonne   |
| Vieux-Mareuil            | Monsec                           | Saint-Crépin-de-Richemont |

### Milieux naturels et biodiversité

#### Parc naturel régional
La commune fait partie du parc naturel régional Périgord-Limousin depuis la création de celui-ci en 1998, adhésion renouvelée en 2011.

#### ZNIEFF
La vallée de la Nizonne est protégée dans sa traversée de la commune au titre de la zone naturelle d'intérêt écologique, faunistique et floristique (ZNIEFF) de type II « Vallée de la Nizonne »,.
Sa faune est constituée d'environ 250 espèces dont trente sont considérées comme déterminantes :
- vingt mammifères, dont la Loutre d'Europe (Lutra lutra), le Vison d'Europe (Mustela lutreola) et dix-huit espèces de chauves-souris : la Barbastelle d'Europe (Barbastella barbastellus), le Grand murin (Myotis myotis), le Grand rhinolophe (Rhinolophus ferrumequinum), le Minioptère de Schreibers (Miniopterus schreibersii), le Murin à moustaches (Myotis mystacinus), le Murin à oreilles échancrées (Myotis emarginatus), le Murin de Bechstein (Myotis bechsteinii), le Murin de Daubenton (Myotis daubentonii), le Murin de Natterer (Myotis nattereri), la Noctule commune (Nyctalus noctula), la Noctule de Leisler (Nyctalus leisleri), l'Oreillard gris (Plecotus austriacus), l'Oreillard roux (Plecotus auritus), le Petit murin (Myotis blythii), le Petit rhinolophe (Rhinolophus hipposideros), la Pipistrelle de Kuhl (Pipistrellus kuhlii), la Pipistrelle de Nathusius (Pipistrellus nathusii) et la Sérotine commune (Eptesicus serotinus) ;
- sept insectes dont quatre papillons : l'Azuré de la croisette (Phengaris rebeli), l'Azuré de la sanguisorbe (Phengaris teleius), le Cuivré des marais (Lycaena dispar), le Fadet des laîches (Coenonympha oedippus), et trois libellules : l'Agrion de Mercure (Coenagrion mercuriale), la Cordulie à corps fin (Oxygastra curtisii) et le Gomphe de Graslin (Gomphus graslinii) ;
- deux amphibiens, la Rainette verte (Hyla arborea) et le Triton marbré (Triturus marmoratus) ;
- un reptile : la Cistude d'Europe (Emys orbicularis).

Sa flore est également riche de plus de deux cents espèces de plantes, dont neuf sont considérées comme déterminantes : la Fritillaire pintade (Fritillaria meleagris), la Gentiane des marais (Gentiana pneumonanthe), l'Hélianthème blanc (Helianthemum canum), l'Orchis à fleurs lâches (Anacamptis laxiflora), l'Orpin de Nice (Sedum sediforme), le Pigamon jaune (Thalictrum flavum), la Sabline des chaumes (Arenaria controversa), le Scirpe des bois (Scirpus sylvaticus) et l'Utriculaire citrine (Utricularia australis).
Trois ZNIEFF de type I concernent également la commune :
- la ZNIEFF « Coteaux calcaires des bords de la Nizonne et de la Belle » présente des pelouses calcaires[8],[9] où s'épanouissent plus de 160 espèces de plantes dont plusieurs sont considérées comme déterminantes : la Cardoncelle (Carduncellus mitissimus), l'Euphorbe de Séguier (Euphorbia seguieriana), le Fumana à tiges retombantes (Fumana procumbens), l'Hélianthème blanc (Helianthemum canum), la Laîche humble (Carex humilis), l'Orpin de Nice (Sedum sediforme), la Sabline des chaumes  (Arenaria controversa) et le Thésium couché (Thesium humifusum), et dix-huit espèces d'orchidées terrestres : la Céphalanthère rouge Cephalanthera rubra, l'Homme-pendu (Orchis anthropophora), le Limodore à feuilles avortées (Limodorum abortivum), la Listère à feuilles ovales (Neottia ovata), l'Orchis bouc (Himantoglossum hircinum), l'Orchis bouffon (Anacamptis morio), l'Orchis brûlé (Neotinea ustulata), l'Orchis guerrier (Orchis militaris), l'Orchis mâle (Orchis mascula), l'Orchis moucheron (Gymnadenia conopsea), l'Orchis pyramidal (Anacamptis pyramidalis), l'Orchis pourpre (Orchis purpurea), l'Ophrys abeille (Ophrys apifera), l'Ophrys araignée (Ophrys sphegodes), l'Ophrys bourdon (Ophrys fuciflora), l'Ophrys brun (Ophrys fusca), l'Ophrys mouche (Ophrys insectifera) et la Platanthère à fleurs verdâtres (Platanthera chlorantha). Sur le territoire de Champeaux-et-la-Chapelle-Pommier, les coteaux de la Nizonne concernés par cette ZNIEFF s'étendent sur environ seize hectares en deux sites distincts, à proximité du bourg de Champeaux ;
- une mince bande de près d'environ 65 hectares, le long de la Nizonne, fait partie d'une autre ZNIEFF de type I « Marais alcalins de la vallée de la Nizonne »[10],[11] dans laquelle ont été recensées douze espèces déterminantes d'animaux : l'Agrion de Mercure (Coenagrion mercuriale), l'Azuré de la croisette (Phengaris rebeli), l'Azuré de la sanguisorbe (Phengaris teleius), la Cistude (Emys orbicularis), la Cordulie à corps fin (Oxygastra curtisii), le Cuivré des marais (Lycaena dispar), le Fadet des laîches (Coenonympha oedippus), le Gomphe de Graslin (Gomphus graslinii), la Loutre d'Europe (Lutra lutra), la Rainette verte (Hyla arborea), le Triton marbré (Triturus marmoratus) et le Vison d'Europe (Mustela lutreola), ainsi que cinq espèces déterminantes de plantes : la Fritillaire pintade (Fritillaria meleagris), la Gentiane des marais (Gentiana pneumonanthe), le Pigamon jaune (Thalictrum flavum), la Sagittaire à feuilles en flèche (Sagittaria sagittifolia) et l'Utriculaire citrine (Utricularia australis). Par ailleurs, 160 autres espèces animales et 156 autres espèces végétales y ont été répertoriées ;
- la ZNIEFF « Landes des Trois Pierres » qui s'étend sur 513 hectares — dont environ 60 % sur le territoire de Champeaux-et-la-Chapelle-Pommier — est partagée avec les anciennes communes de Monsec et de Saint-Crépin-de-Richemont. Trois espèces déterminantes de rapaces y ont été recensées : le Busard cendré (Circus pygargus), le Busard des roseaux (Circus aeruginosus) et le Busard Saint-Martin (Circus cyaneus) et trois autres de plantes : Droséra à feuilles rondes (Drosera rotundifolia), Narthécie des marais (Narthecium ossifragum) et Trompette de Méduse (Narcissus bulbocodium)[12],[13]. De plus, quatre espèces de mammifères, 50 d'autres oiseaux et 73 autres plantes y ont été recensées.

#### Natura 2000
La vallée de la Nizonne est aussi une zone Natura 2000 avec vingt espèces animales inscrites à l'annexe II de la directive habitats de l'Union européenne, :
- dix espèces de mammifères dont huit chauves-souris (Barbastelle d'Europe, Grand murin, Grand rhinolophe, Minioptère de Schreibers, Murin à oreilles échancrées, Murin de Bechstein, Petit murin et Petit rhinolophe), ainsi que la Loutre d'Europe et le Vison d'Europe (Mustela lutreola) ;
- parmi les insectes, le Damier de la succise (Euphydryas aurinia), plus six espèces déjà protégées dans la ZNIEFF du même nom, hormis l'Azuré de la croisette ;
- la tortue Cistude d'Europe ;
- le Chabot fluviatile (Cottus perifretum) et la Lamproie de Planer (Lampetra planeri).

## Urbanisme

### Villages, hameaux et lieux-dits
Outre les bourgs de Champeaux et de la Chapelle-Pommier proprement dits, le territoire se compose d'autres villages ou hameaux, ainsi que de lieux-dits :
- Bargeix
- les Bernardières
- la Bertrandie
- Bois de la Chapelle
- Bois de Mariotte
- Bois de Puycheny
- Bois de Vignotte
- la Borderie
- les Bouchages
- le Cabaret
- les Cavernes
- le Champ du Noyer Blanc
- Chanteranne
- Château des Bernardières
- Château de Puycheny
- le Cloutier
- chez Courroie
- la Croix de Pinault
- Étang de la Bertrandie
- la Faronie
- Flageat
- la Fontenille
- la Ganterie
- la Garenne
- Grand Cicaire
- le Grand Merle
- la Grande Métairie
- la Grange
- la Guillaumie
- la Japillerie
- les Landes
- la Lardie
- Lascours
- Lavaud
- le Magnadat
- le Maine
- Maison Neuve
- Maison Neuve[Note 2]
- Maledent
- les Marniers
- Nadallière
- Petit Cicaire
- le Petit Merle
- la Pouyade
- les Pouyauds
- Puyséché
- les Renardières
- les Renvers
- le Roc
- les Roches
- Taillis du Cheval
- les Terrières
- les Trois Pierres
- le Trou de Fontanaud
- le Trou du Renard
- les Vergnes
- la Vignotte.

## Toponymie
Les premières mentions écrites des lieux datent du XIIIe siècle sous les formes Champeus et Pomiers. Le premier évolue en Campelli en 1365 puis Champelli en 1385, alors que l'autre est cité en 1382 sous la forme latine Capella Pomerii.
Champeaux, vient de l'occitan et signifie « les petits champs ».
En occitan, la commune porte le nom de Champeus e La Chapela Pomiers.

## Histoire

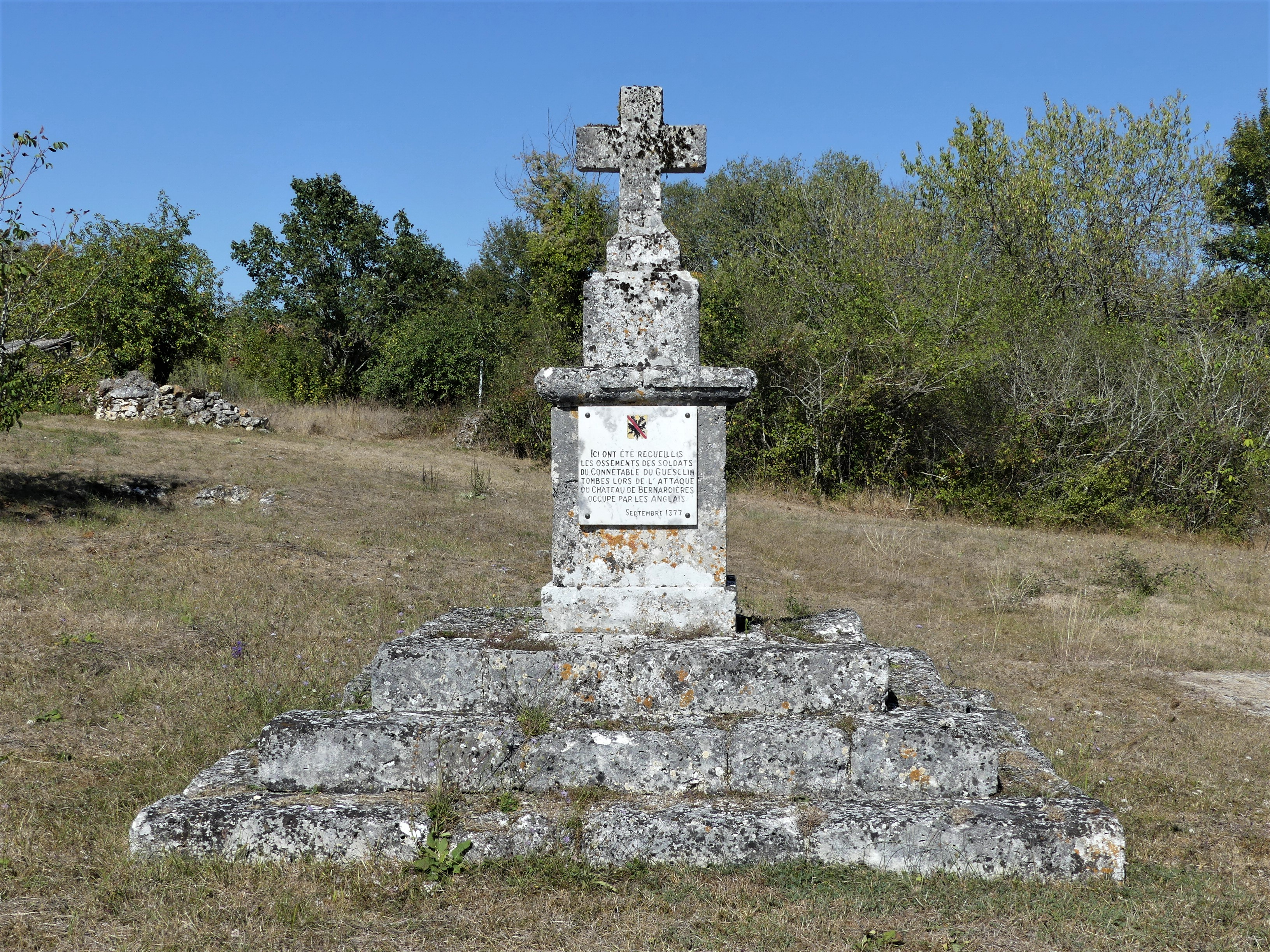
La stèle des Bernardières marque le lieu où ont été rassemblés les ossements des soldats de du Guesclin morts en 1377 lors de l'attaque du château des Bernardières.

Lors de la Guerre de Cent Ans, les Anglais ont pris possession du château des Bernardières — fondé au XIIe siècle — et en ont été chassés par les troupes de Bertrand du Guesclin en 1377.
En 1827, les communes de La Chapelle-Pommier et de Champeaux fusionnent sous le nom de Champeaux-et-la-Chapelle-Pommier.
Au 1er janvier 2017, Champeaux-et-la-Chapelle-Pommier fusionne avec huit autres communes pour former la commune nouvelle de Mareuil en Périgord dont la création a été entérinée par l'arrêté du 26 septembre 2016, entraînant la transformation des neuf anciennes communes en « communes déléguées ».

## Politique et administration

### Rattachements administratifs
Les communes de La Chapelle-Pommier et de Champeaux ont, dès 1790, été rattachées au canton de Saint Félix qui dépendait du district de Nontron. En 1795, les districts sont supprimés. En 1801, le canton de Saint Félix est supprimé, et les deux communes sont rattachées au canton de Mareuil dépendant de l'arrondissement de Nontron. Elles fusionnent sous le nom de Champeaux-et-la-Chapelle-Pommier en 1827.
Par décret du 21 février 2014, le nombre de cantons du département est divisé par deux, avec mise en application aux élections départementales de mars 2015. Le canton de Mareuil est supprimé à cette occasion. Ses quatorze communes, dont Champeaux-et-la-Chapelle-Pommier, sont alors rattachées au canton de Brantôme, renommé canton de Brantôme en Périgord en 2020.

### Intercommunalité
En 1995, Champeaux-et-la-Chapelle-Pommier intègre dès sa création la communauté de communes du Pays de Mareuil-en-Périgord. Celle-ci disparaît le 31 décembre 2013, remplacée au 1er janvier 2014 par une nouvelle intercommunalité élargie, la communauté de communes Dronne et Belle.

### Administration municipale
La population de la commune étant comprise entre 100 et 499 habitants au recensement de 2011, onze conseillers municipaux ont été élus en 2014,. Seuls quatre d'entre eux siègent au conseil municipal de la commune nouvelle de Mareuil en Périgord, jusqu'au renouvellement des conseils municipaux français de 2020.

### Liste des maires puis des maires délégués

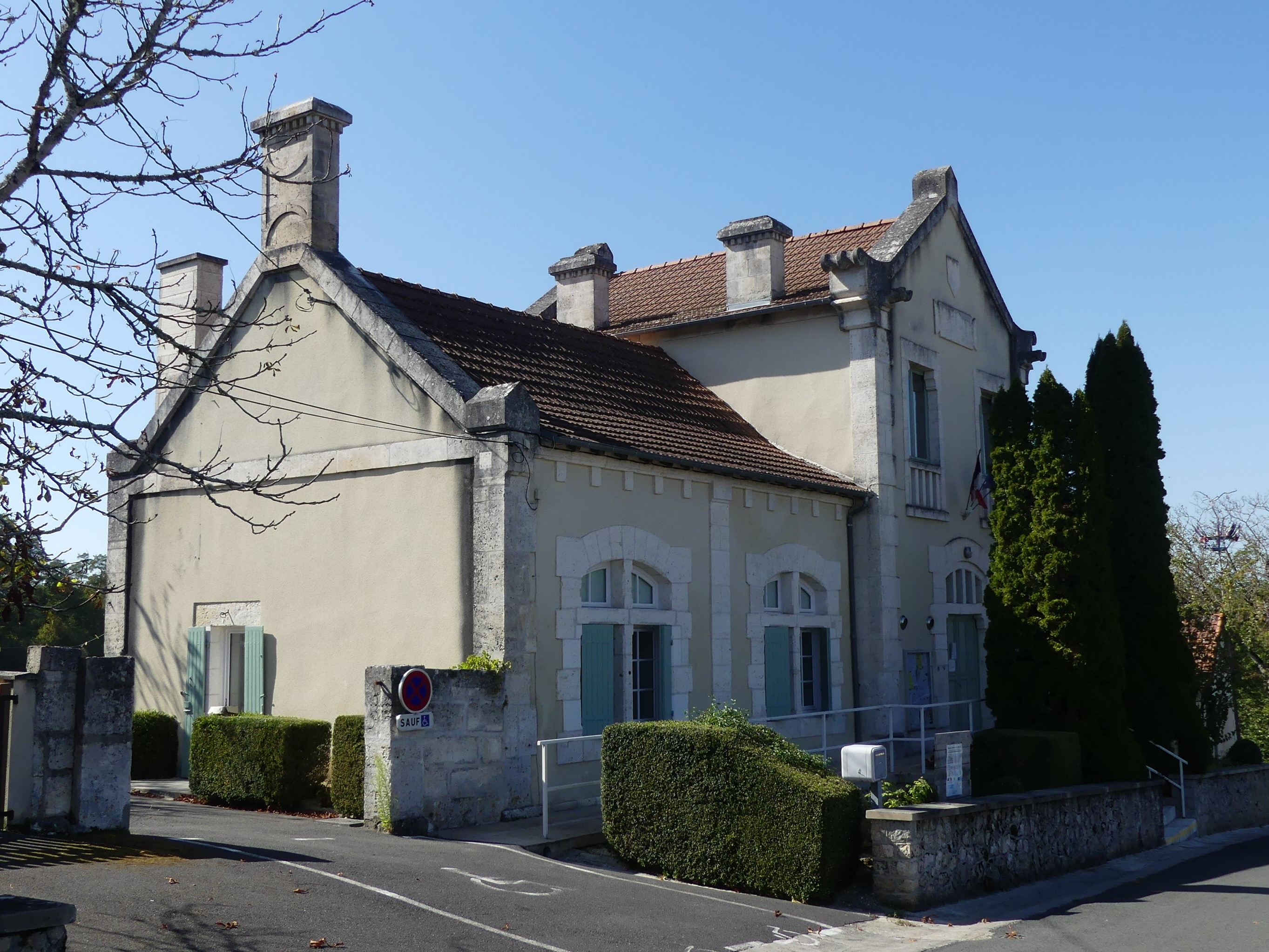
L'ancienne école et la mairie déléguée en 2019.

| Période                                  | Période       | Identité         | Étiquette | Qualité           |
| ---------------------------------------- | ------------- | ---------------- | --------- | ----------------- |
| Les données manquantes sont à compléter. |               |                  |           |                   |
|                                          |               |                  |           |                   |
| 1989                                     | mars 2014     | Pierre Brejassou | PS        | Retraité agricole |
| mars 2014                                | décembre 2016 | Max Raymondaud   |           |                   |

| Période                          | Période  | Identité       | Étiquette | Qualité |
| -------------------------------- | -------- | -------------- | --------- | ------- |
| janvier 2017 (réélu en mai 2020) | En cours | Max Raymondaud |           |         |

## Démographie
Les habitants de Champeaux-et-la-Chapelle-Pommier se nomment les Champenois.

### Démographie de La Chapelle-Pommier
Jusqu'en 1827, les communes de Champeaux et de La Chapelle-Pommier étaient indépendantes.
| 1793 | 1800 | 1806 | 1821 |
| ---- | ---- | ---- | ---- |
| 205  | 166  | 178  | 202  |

### Démographie de Champeaux, puis de Champeaux-et-la-Chapelle-Pommier
En 2016, dernière année en tant que commune indépendante, Champeaux-et-la-Chapelle-Pommier comptait 163 habitants. À partir du XXIe siècle, les recensements des communes de moins de 10 000 habitants ont lieu tous les cinq ans (2007, 2012 pour Champeaux-et-la-Chapelle-Pommier). Depuis 2006, les autres dates correspondent à des estimations légales.
Au 1er janvier 2022, la commune déléguée de Champeaux-et-la-Chapelle-Pommier compte 154 habitants.
| 1793 | 1800 | 1806 | 1821 | 1831 | 1836 | 1841 | 1846 | 1851 |
| ---- | ---- | ---- | ---- | ---- | ---- | ---- | ---- | ---- |
| 609  | 574  | 567  | 571  | 780  | 823  | 832  | 843  | 849  |

| 1856 | 1861 | 1866 | 1872 | 1876 | 1881 | 1886 | 1891 | 1896 |
| ---- | ---- | ---- | ---- | ---- | ---- | ---- | ---- | ---- |
| 787  | 743  | 739  | 673  | 690  | 655  | 627  | 596  | 589  |

| 1901 | 1906 | 1911 | 1921 | 1926 | 1931 | 1936 | 1946 | 1954 |
| ---- | ---- | ---- | ---- | ---- | ---- | ---- | ---- | ---- |
| 556  | 558  | 544  | 507  | 441  | 385  | 368  | 366  | 341  |

| 1962 | 1968 | 1975 | 1982 | 1990 | 1999 | 2007 | 2012 | 2016 |
| ---- | ---- | ---- | ---- | ---- | ---- | ---- | ---- | ---- |
| 297  | 240  | 224  | 184  | 200  | 173  | 164  | 150  | 163  |

## Économie
Les données économiques de Champeaux-et-la-Chapelle-Pommier sont incluses dans celles de la commune nouvelle de Mareuil en Périgord.

## Culture locale et patrimoine

### Lieux et monuments

#### Patrimoine civil
- Château des Bernardières, XIIe et XVIIe siècles, inscrit en grande partie (corps de logis central, murs d'enceinte, portail Henri II, tour du XIIIe siècle, donjon et terrasses) au titre des monuments historiques depuis 1948[33], puis en totalité en 2016[34].
- Château de Puycheny du XVe siècle[35],[36].
- Gisement de la Font-Bargeix, grotte ornée inscrite au titre des monuments historiques depuis 1989 pour ses représentations pariétales datées du Magdalénien[37].

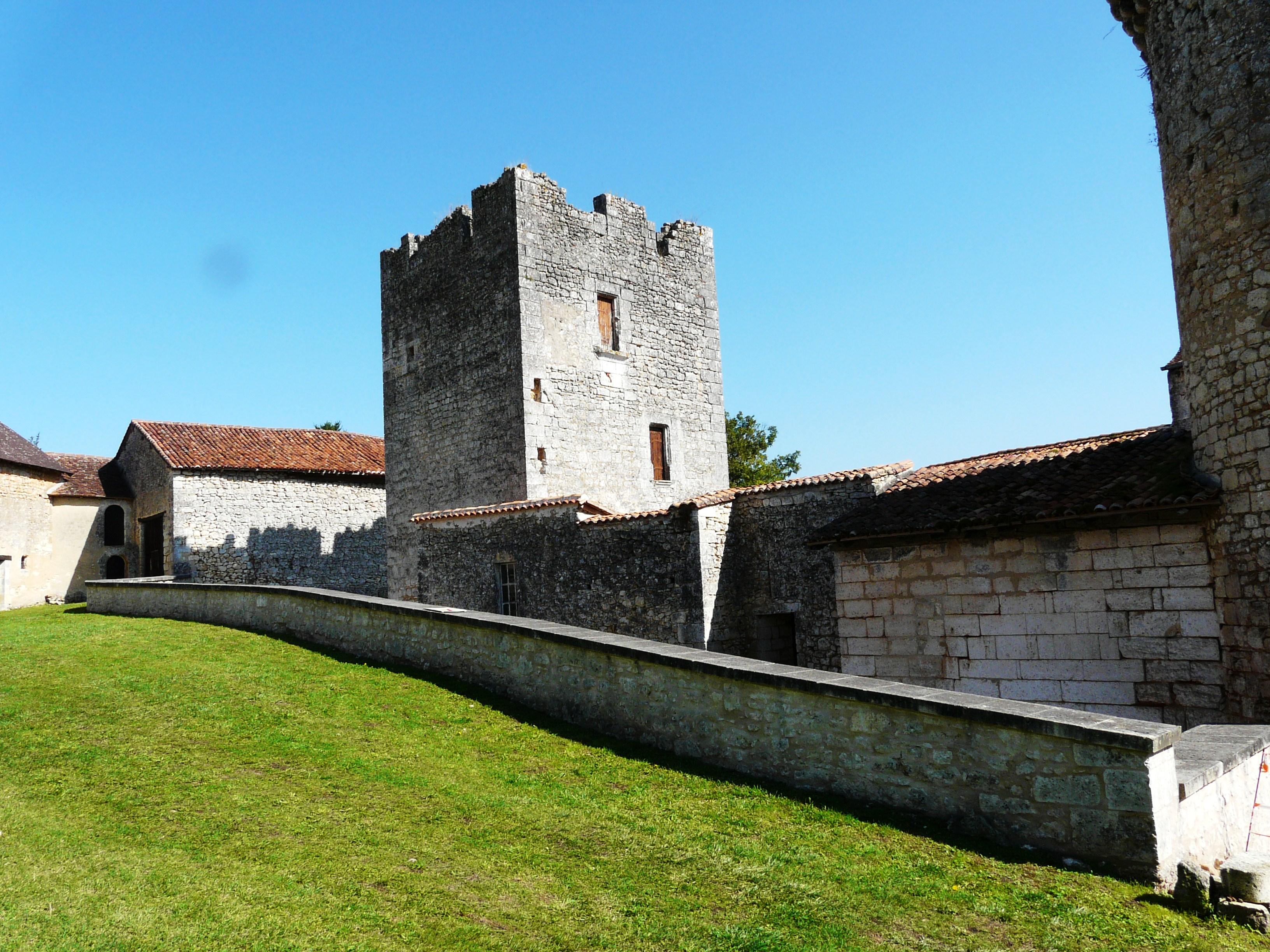
Le château des Bernardières.
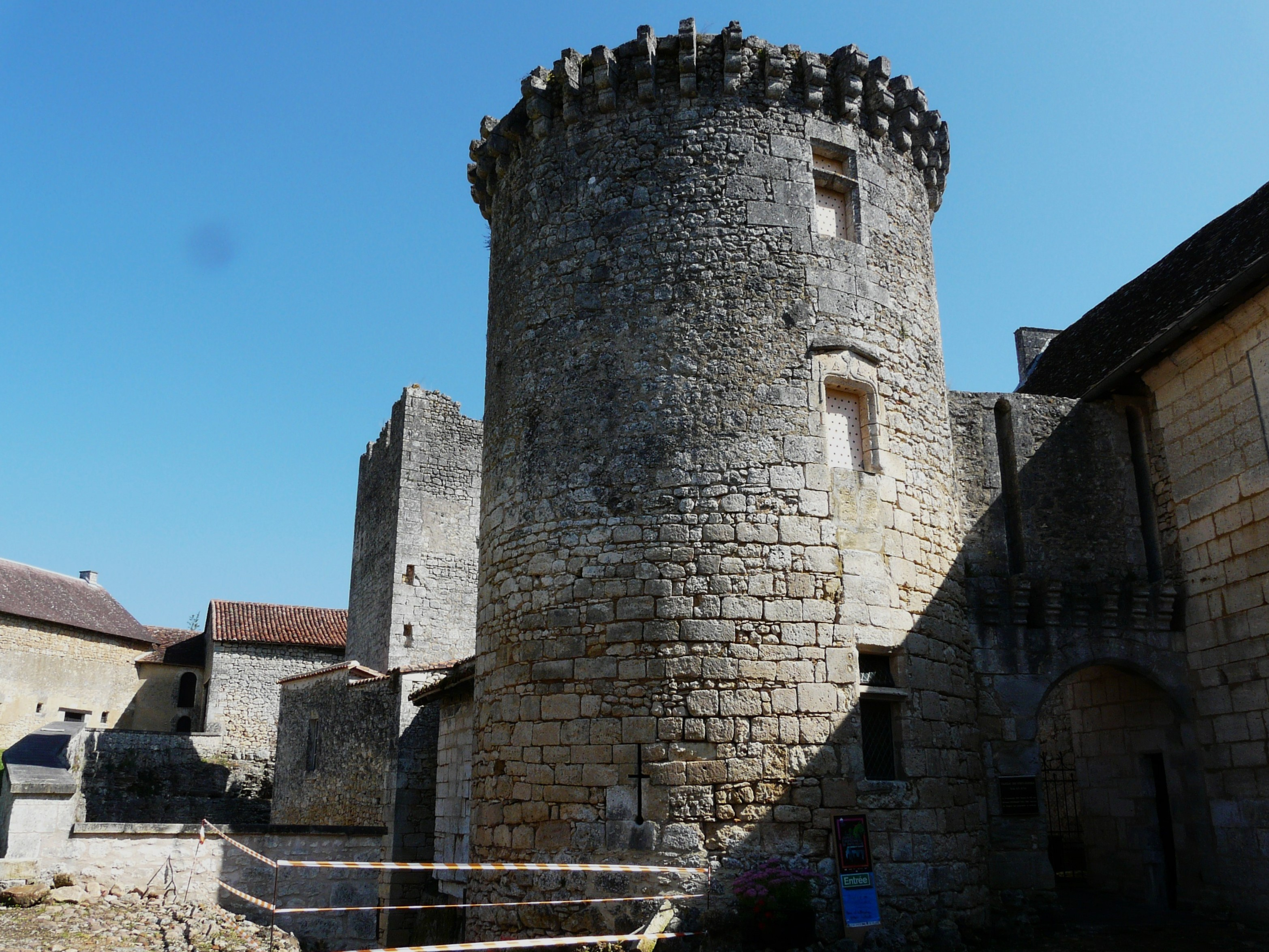
Tour du château des Bernardières.
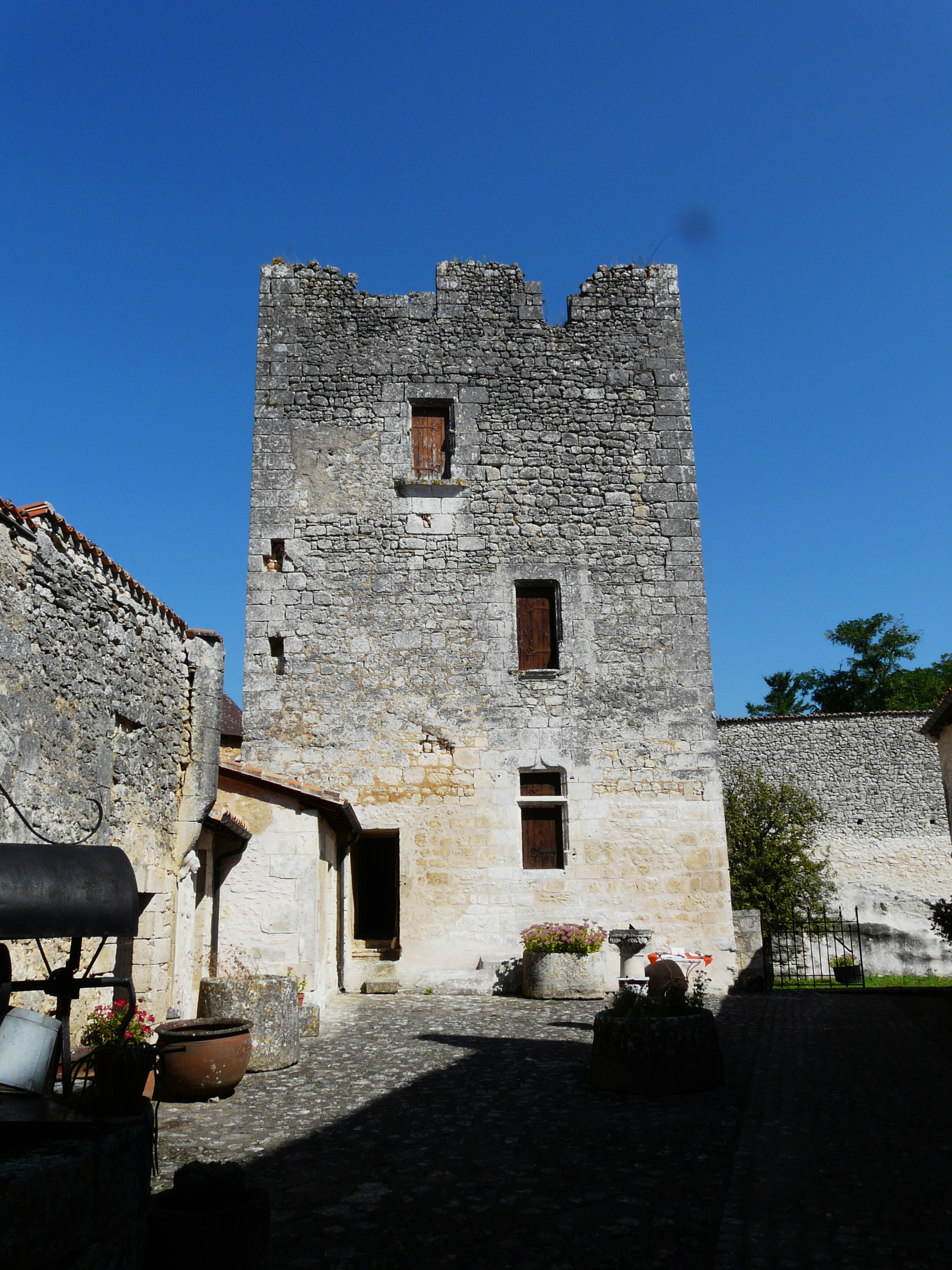
Son donjon.
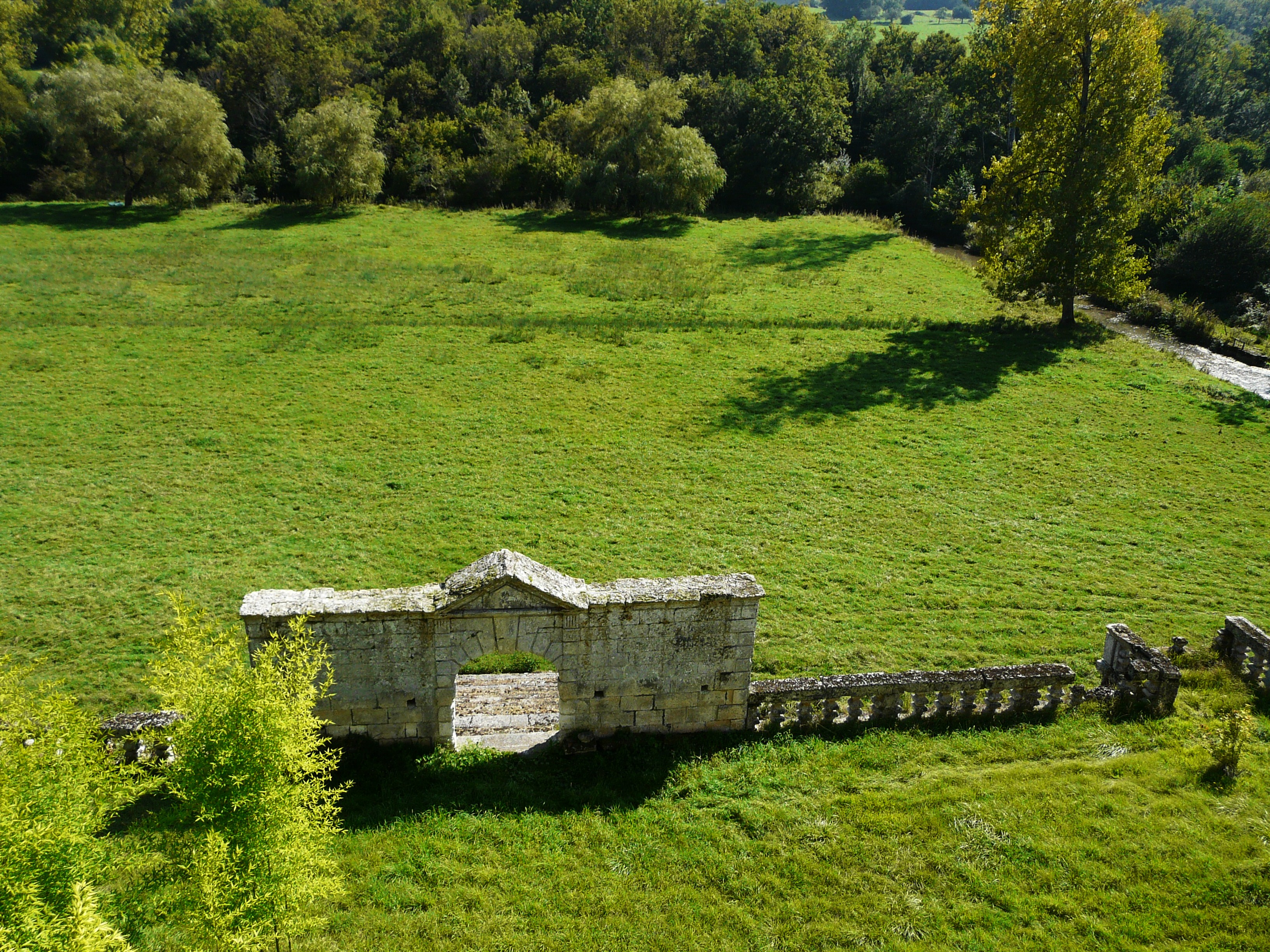
Son parc.
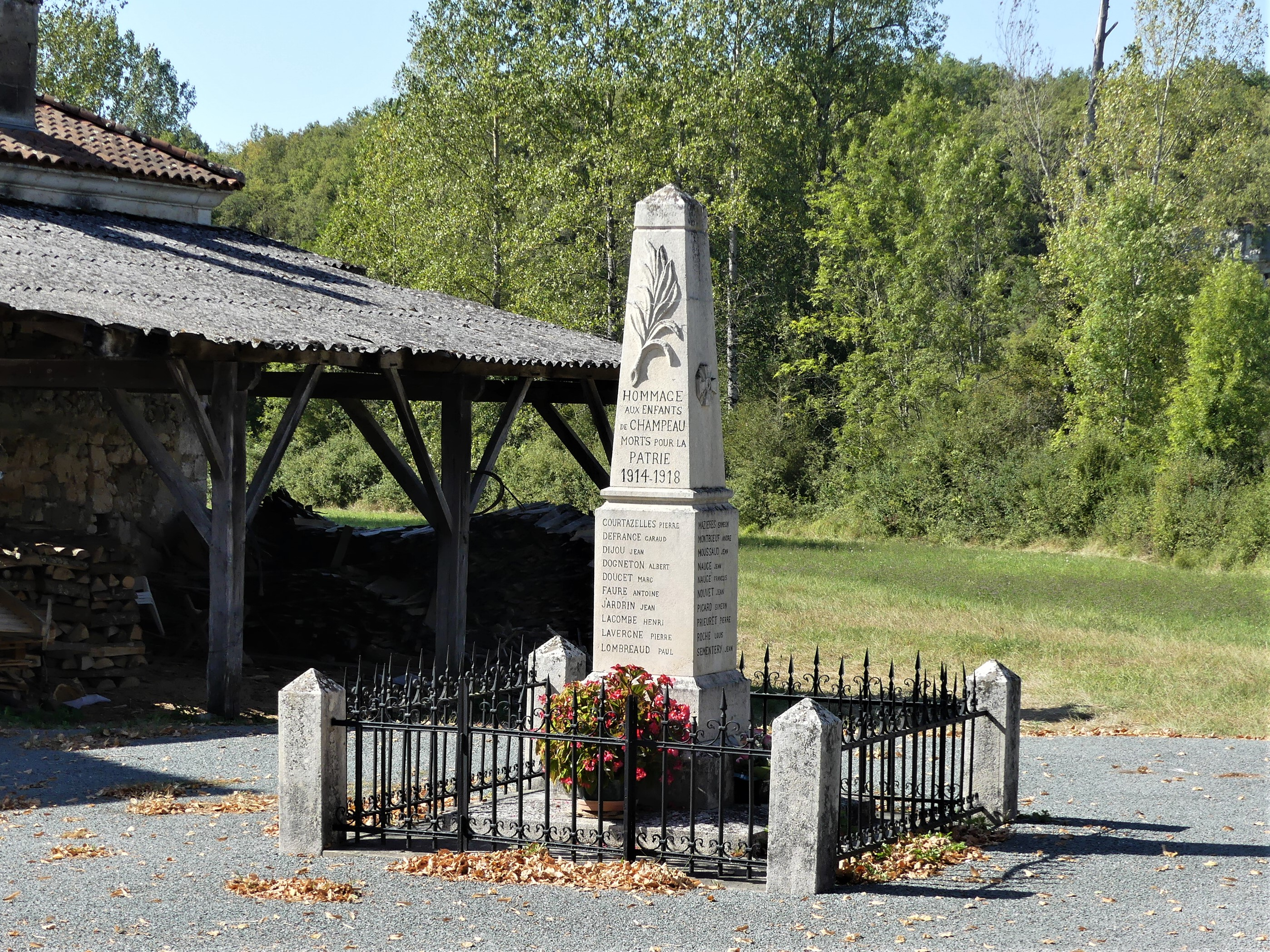
Le monument aux morts de Champeaux.

#### Patrimoine religieux
- Église Saint-Martin de Champeaux[38] des XIIe et XIIIe siècles, inscrite au titre des monuments historiques depuis 1948 puis en totalité en 2016[39].
- Église Saint-Fiacre de La Chapelle-Pommier, romane, construite aux XIIe et XIIIe siècles, clocher fortifié par l'adjonction d'une chambre de défense crénelée au-dessus du chœur au XIVe siècle[40]. Dédiée à saint Fiacre, patron des jardiniers, elle est inscrite au titre des monuments historiques depuis 2008[41]. Plusieurs de ses vitraux sont l'œuvre de Jean Besseyrias, dont celui représentant saint Pierre qui est daté de 1882.

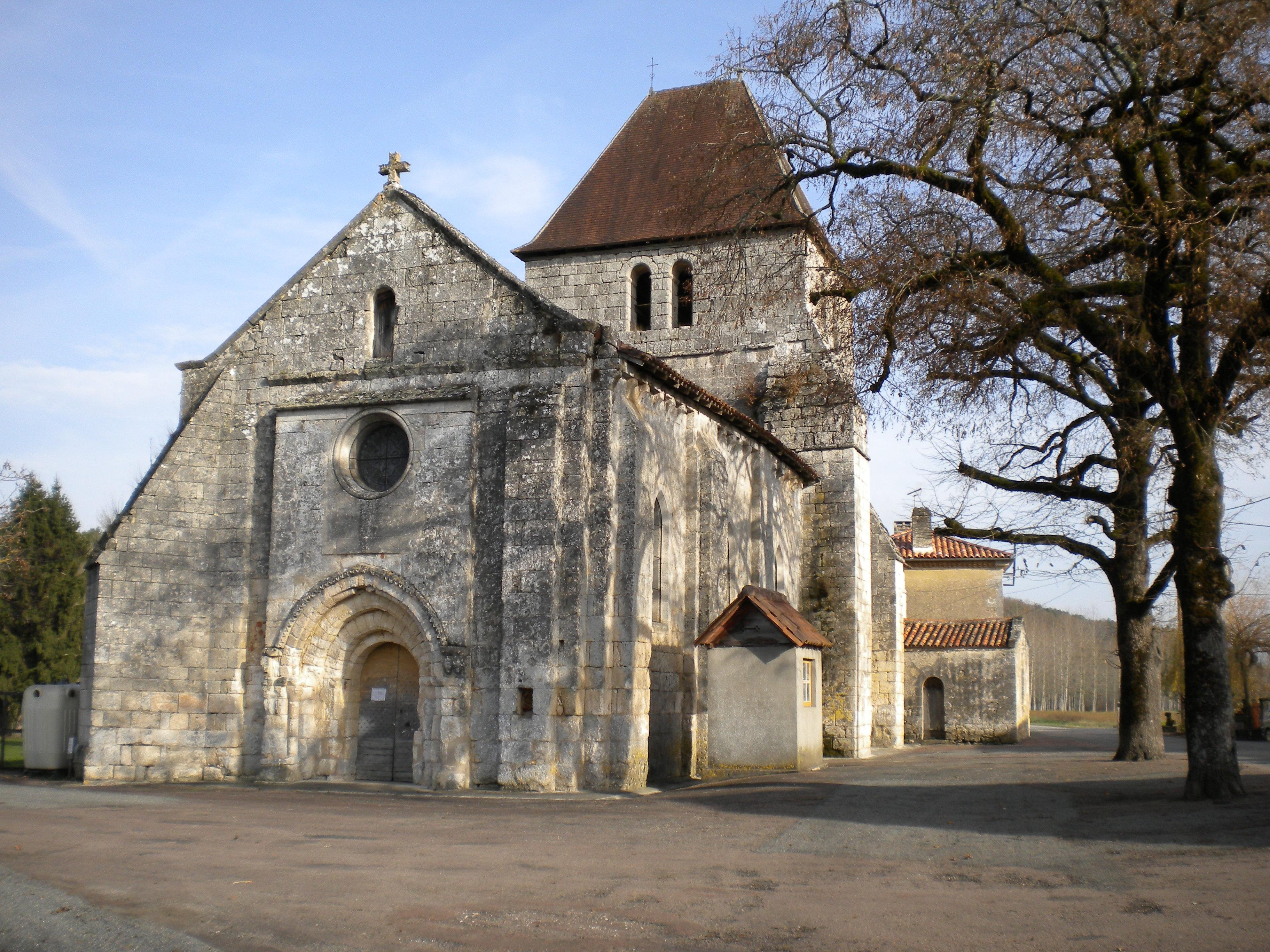
L'église Saint-Martin.
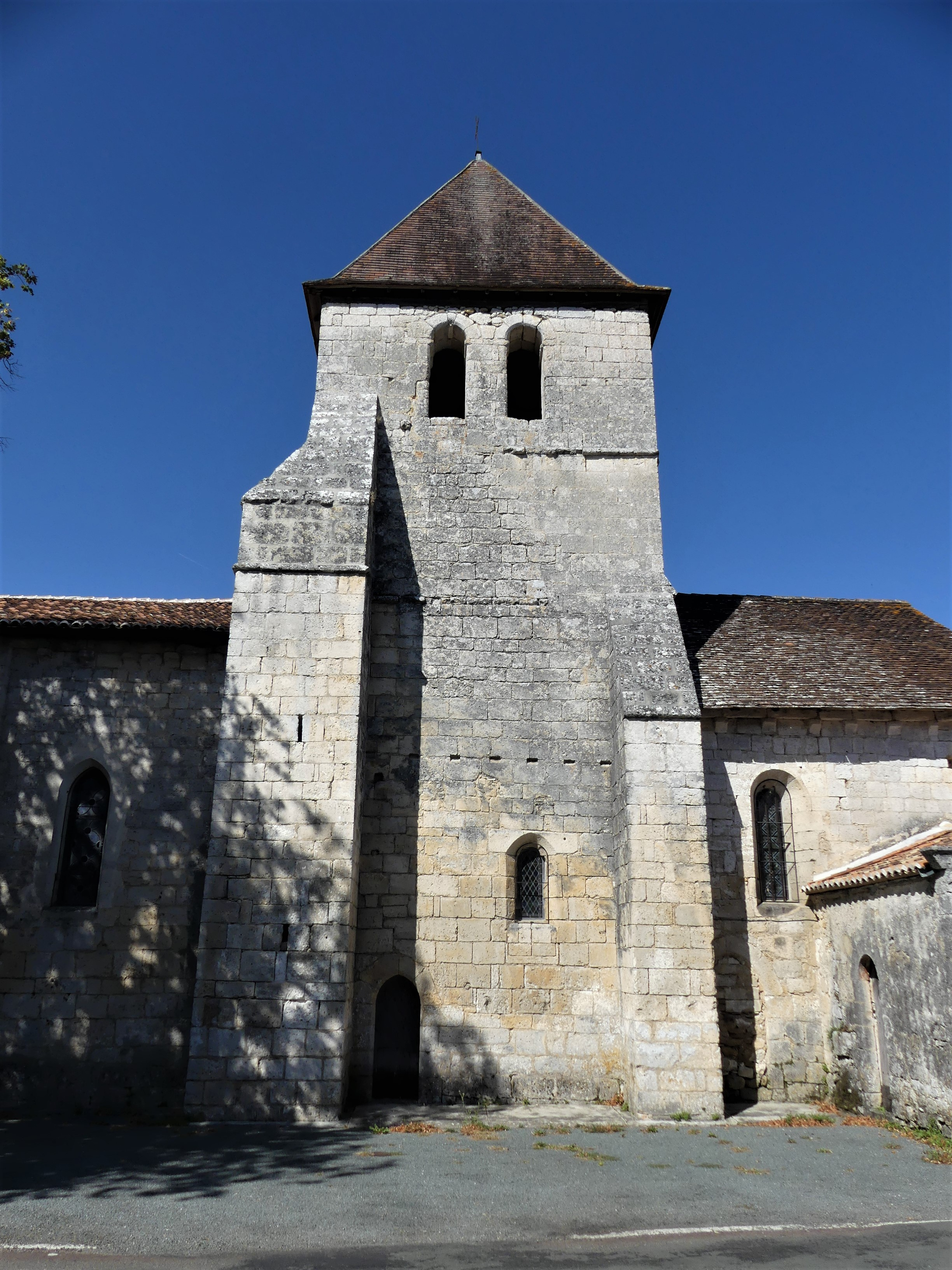
Son clocher.
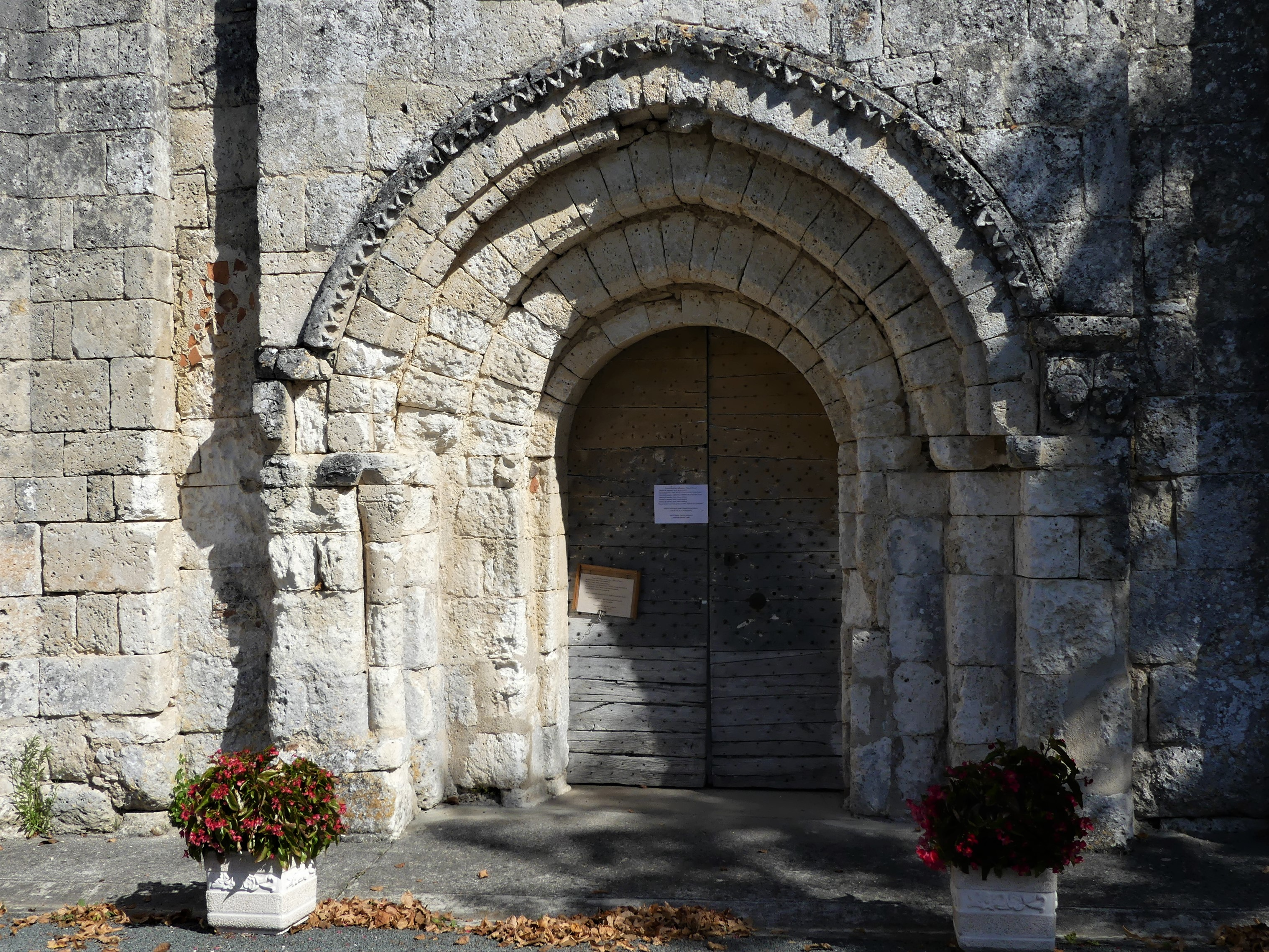
Son portail.
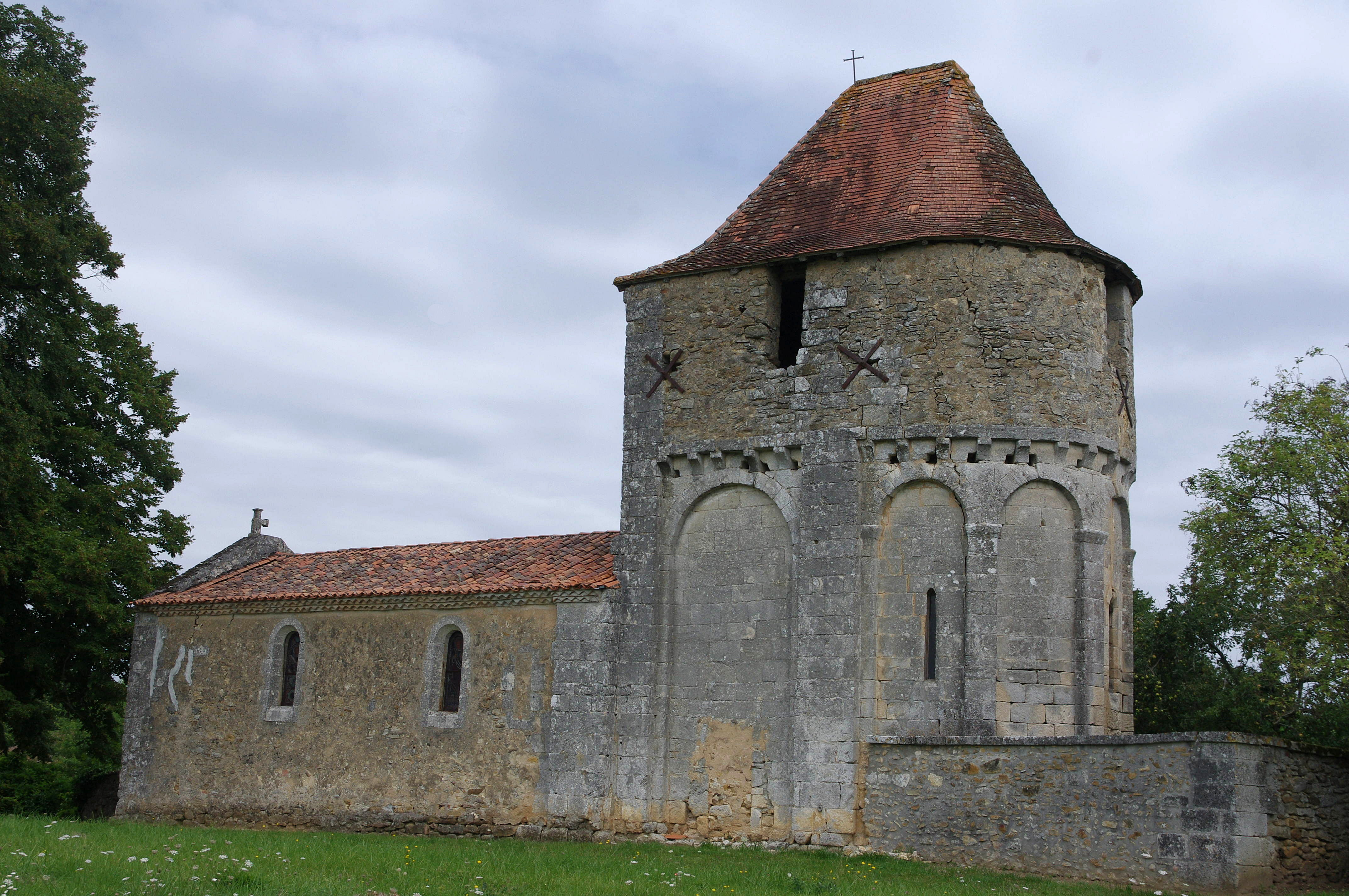
L'église Saint.Fiacre.
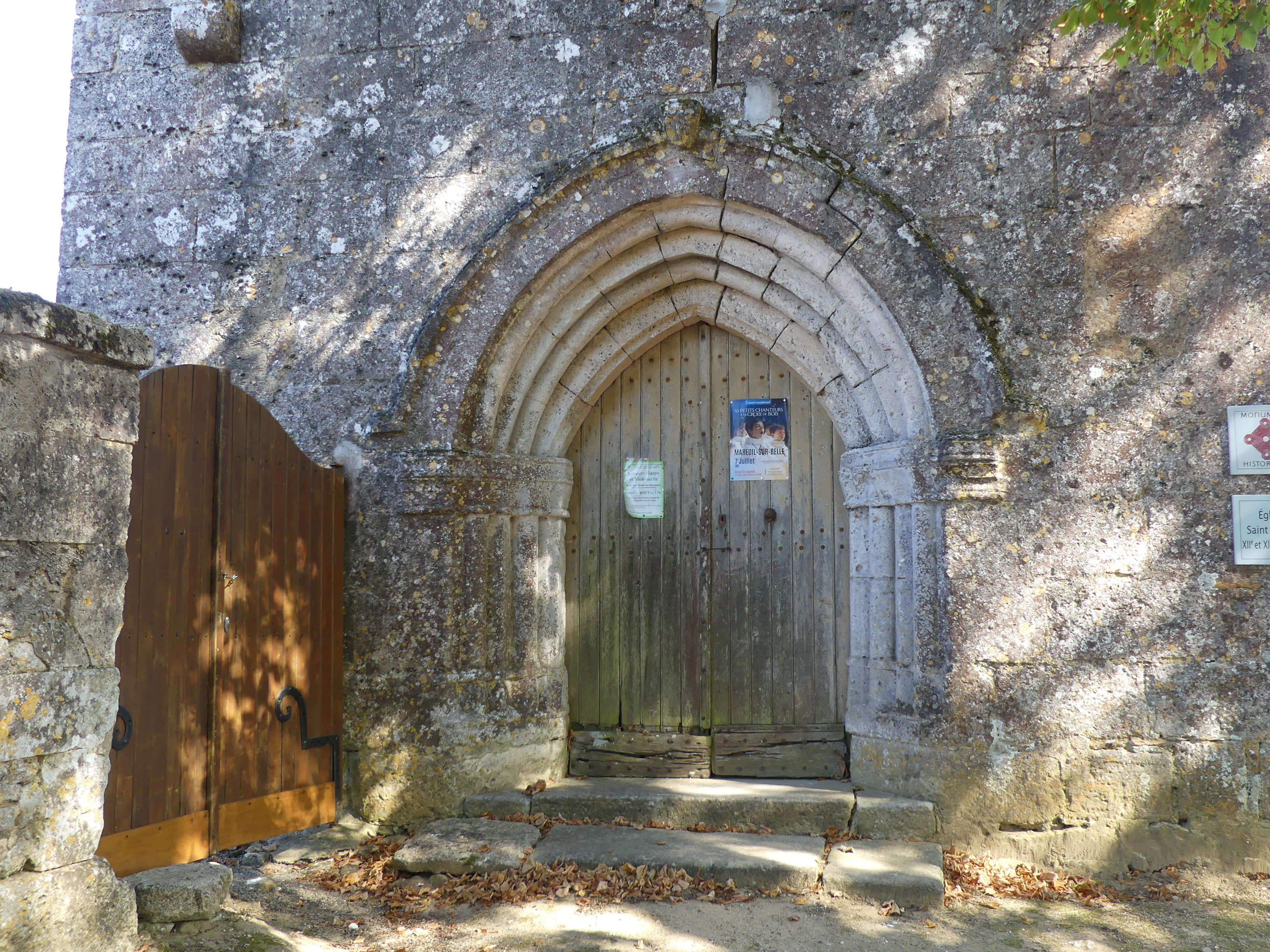
Son portail.
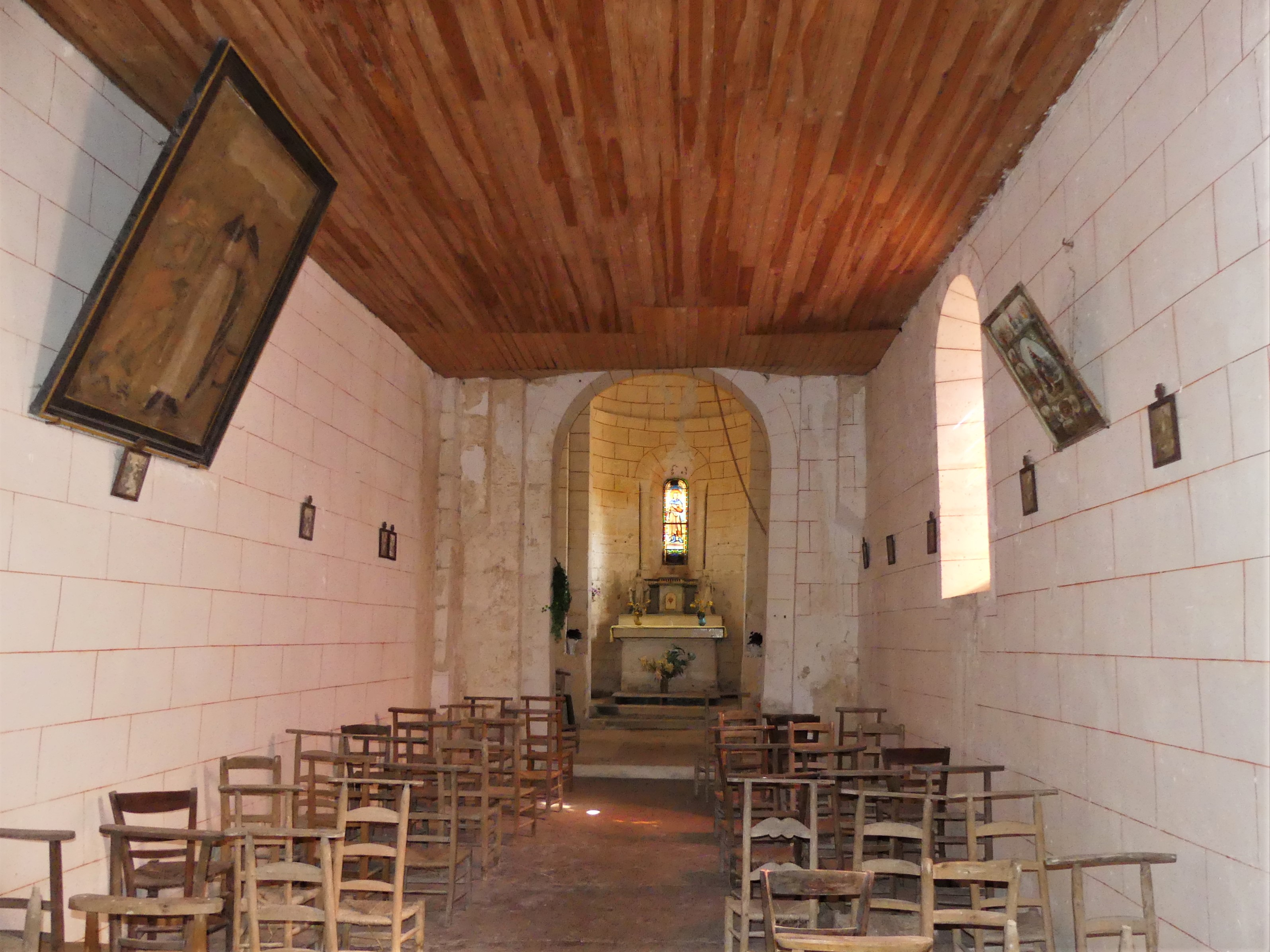
Sa nef.
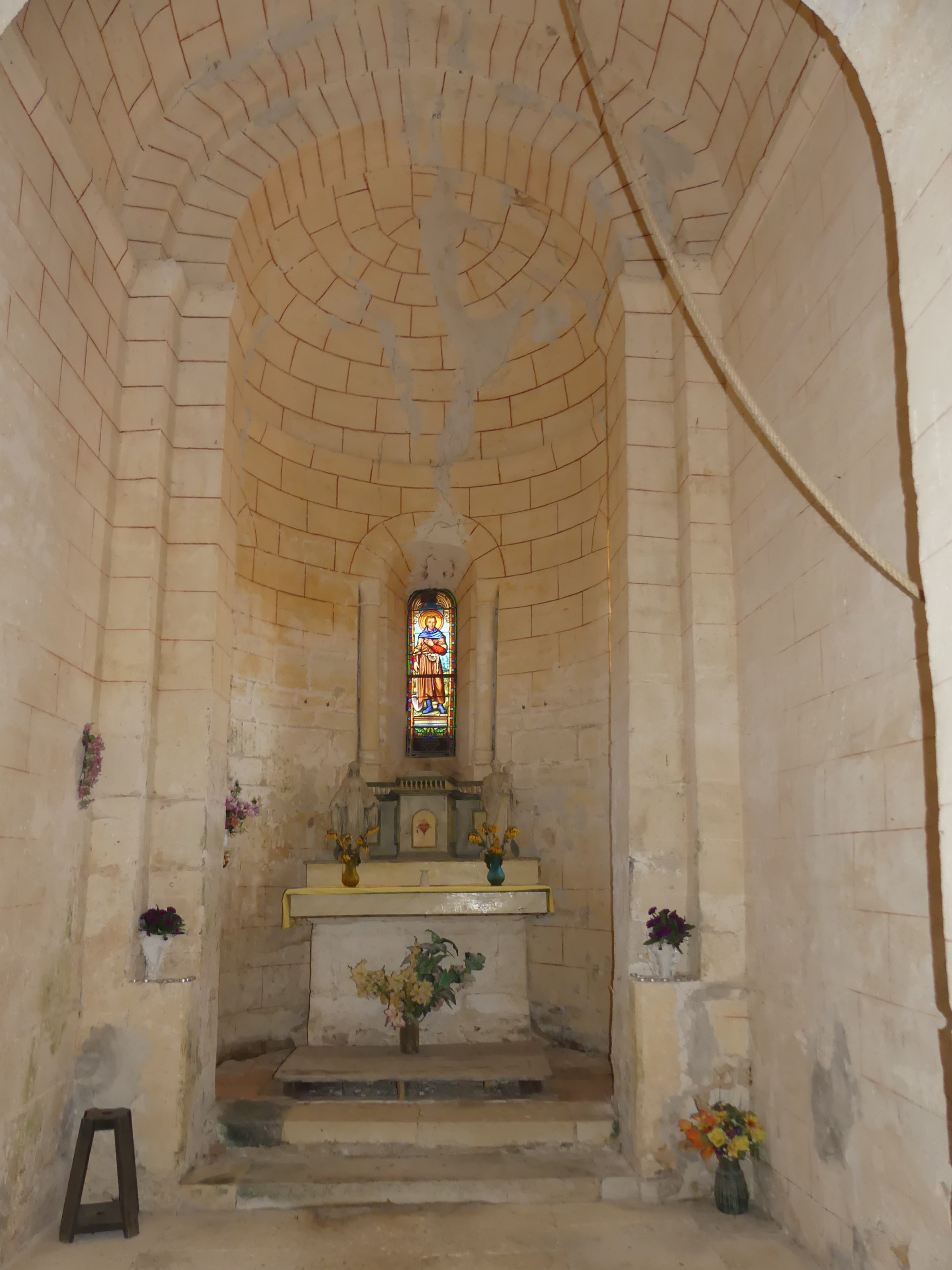
Son chœur et l'abside en cul-de-four.

### Personnalités liées à la commune
- Louis d'Ussieux (1744-1805), écrivain, historien, journaliste, traducteur et agronome français, possédait le domaine de Pommier, commune de La Chapelle[42].